# مار کوتوله معمولی
 مار کوتوله معمولی(نام علمی: Eirenis modestus) نام یک گونه از سرده مار کوتوله است.